# 渋谷出入口

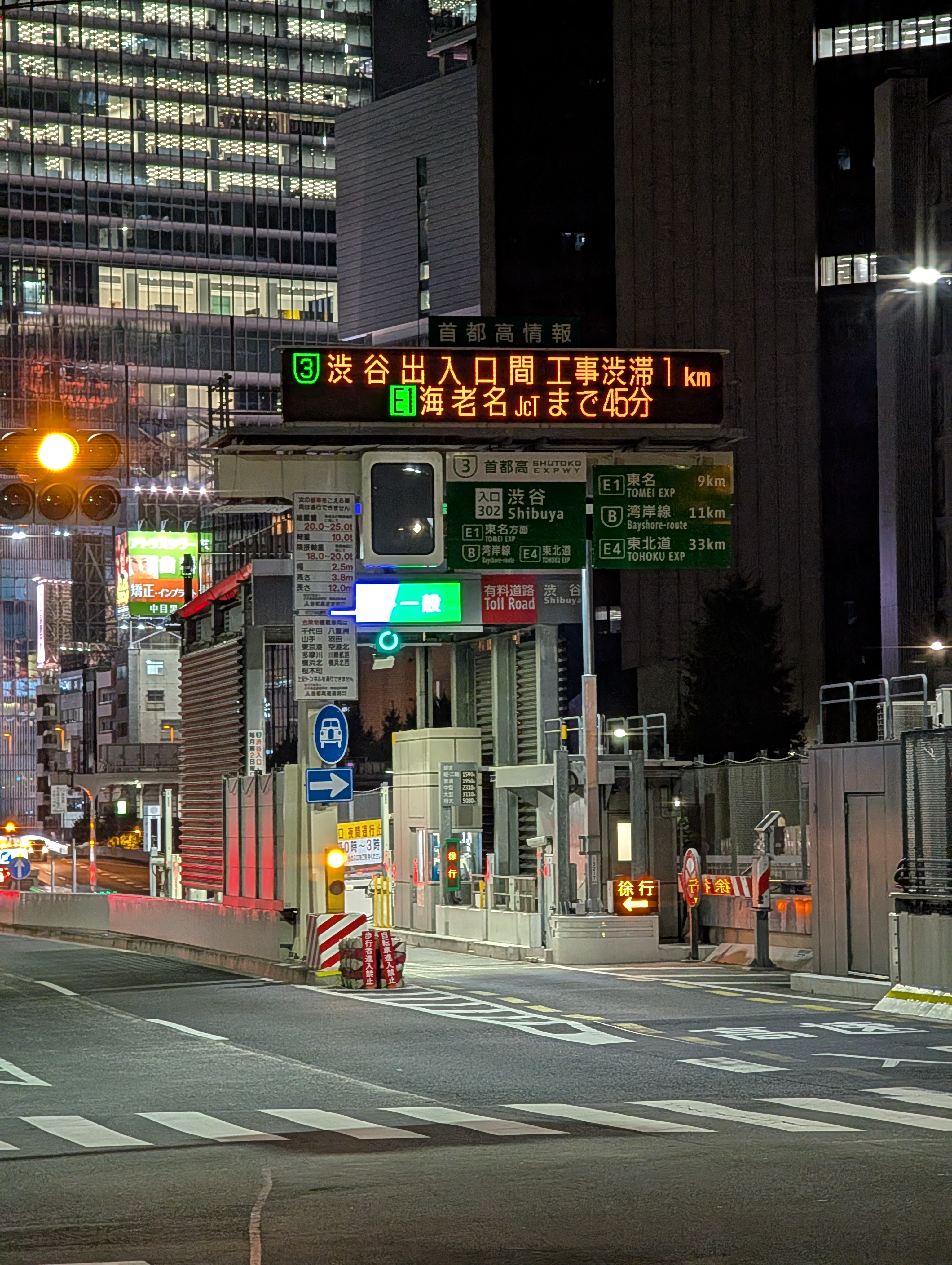
一般道（六本木通り）からの下り線入口付近

渋谷出入口（しぶやでいりぐち）は、東京都渋谷区にある首都高速道路3号渋谷線のインターチェンジである。上下線の出口・入口とも設置されているフルインターチェンジであり、首都高速3号渋谷線唯一のフルインターチェンジでもある。
下り線への入口は長らく設置されていなかったが、中央環状線へのアクセス性向上などを目的に新設する事業が進められ、2019年12月19日に供用開始された。
当出入口を境に谷町JCT方面はオートバイの二人乗りが禁止されている。

## 出入口の場所
上り線入口・下り線出口（IC番号303）が渋谷駅の西に、上り線出口・下り線入口（IC番号302）が東に、約900m離れて立地している。また、上下線ともに「出口分岐→入口合流」ではなく「入口合流→出口分岐」という構造になっており、渋谷入口から渋谷出口に向かうことが事実上可能である。
- 渋谷入口（上り線） 渋谷区神泉町　〒150-0045
- 渋谷出口（上り線） 渋谷区渋谷2丁目　〒150-0002
- 渋谷入口（下り線） 渋谷区渋谷3丁目　〒150-0002
- 渋谷出口（下り線） 渋谷区南平台町　〒150-0036

## 接続する道路

### 上り線入口・下り線出口
- 国道246号（玉川通り）

### 上り線出口・下り線入口
- 東京都道412号霞ヶ関渋谷線（六本木通り）